# Your Friendly Neighborhood Spider-Man
Your Friendly Neighbourhood Spider-Man (bra: Seu Amigão da Vizinhança Homem-Aranha; prt: O Teu Amigo da Vizinhança Homem-Aranha) é uma série de televisão animada estadunidense criada por Jeff Trammell para o serviço de streaming Disney+, baseada no personagem Homem-Aranha, da Marvel Comics. É a décima segunda série de televisão do Universo Cinematográfico Marvel (MCU) da Marvel Studios e é produzida pela Marvel Studios Animation. A série explora a história de origem de Peter Parker e os seus primeiros dias como Homem-Aranha, e se passa em uma linha do tempo alternativa onde Norman Osborn se torna o mentor de Peter ao invés de Tony Stark. Trammell é o roteirista principal, enquanto Mel Zwyer é a diretora supervisora. 
Hudson Thames dá voz a Peter Parker, reprisando o papel da série animada What If...? (2021–presente), da Marvel Studios, com Eugene Byrd, Grace Song, Hugh Dancy, Kari Wahlgren, Zeno Robinson, Charlie Cox, Paul F. Tompkins e Colman Domingo também estrelando a série. O Disney+ anunciou Spider-Man: Freshman Year em novembro de 2021, com Trammell atrelado. Foi renomeada para Your Friendly Neighbourhood Spider-Man em dezembro de 2023. O estilo de animação da série é semelhante à arte dos primeiros quadrinhos de The Amazing Spider-Man, com animação fornecida pela Polygon Pictures.
A primeira temporada de Your Friendly Neighbourhood Spider-Man estreou no Disney+ em 29 de janeiro de 2025, e consistirá em dez episódios. Uma segunda temporada está em desenvolvimento.

## Sinopse
Your Friendly Neighbourhood Spider-Man explora a história de origem de Peter Parker e os primeiros dias usando o traje do Homem-Aranha. A série se passa em uma linha do tempo alternativa dentro do multiverso, onde Peter é picado por uma aranha com seu próprio sangue radioativo caindo de um portal criado pelo Dr. Stephen Strange, que viaja no tempo, enquanto luta contra um alienígena simbiótico. Além disso, Norman Osborn se torna o mentor de Peter ao invés de Tony Stark, como acontece na linha do tempo principal do Universo Cinematográfico Marvel (MCU).

## Elenco e personagens

### Principal
- Hudson Thames como Peter Parker / Homem-Aranha:
Um garoto de 15 anos que ganhou habilidades de aranha após ser picado por uma aranha radioativa.[6][7] O roteirista principal Jeff Trammell gostou de explorar a mentalidade de Peter, como ele é impactado pelos diferentes personagens ao seu redor e o efeito que isso tem em seu crescimento como Homem-Aranha.[8]
- Kari Wahlgren como May Parker: Tia viúva de Peter.[7][9]
  - Também como Roxanna Volkov: Uma criminosa russa.[10]
- Grace Song como Nico Minoru: Colega de classe e melhor amiga de Peter.[7][11]
- Eugene Byrd como Lonnie Lincoln / Lápide: Colega de classe de Peter e capitão do time de futebol americano Bales que relutantemente se junta à gangue da Rua 110 para proteger seu irmão, levando-o por um caminho sombrio.[12]
- Zeno Robinson como Harry Osborn: Filho de Norman que faz amizade com Peter e lhe dá apoio como o "cara na mesa" do Homem-Aranha, referenciando a terminologia "cara na cadeira" que é usada na linha do tempo principal do Universo Cinematográfico Marvel (MCU).[7][13]
- Colman Domingo como Norman Osborn:
CEO da Oscorp e pai de Harry, que também é mentor de Peter e "homem na cadeira".[14][15] Jeff Trammell notou que Norman não é um herói como Tony Stark / Homem de Ferro — o mentor de Peter na linha do tempo principal do Universo Cinematográfico Marvel (MCU) — e seus métodos "podem não resultar no melhor interesse de todos".[16]
- Hugh Dancy como Otto Octavius.[10]
- Charlie Cox como Matt Murdock / Demolidor: Um advogado cego de Hell's Kitchen que leva uma vida dupla como vigilante mascarado.[17]

### Recorrente
- Cathy Ang como Pearl Pangan: Colega de classe de Peter e paixão de infância.[18][9]
- Erica Luttrell como 
  - Sra. Lincoln: mãe de Lonnie e Andre.[19]
  - Asha: Uma estagiária da Oscorp que nasceu em Wakanda.[20]
  - Luttrell também dá voz a Emma, colega de classe de Peter.[19]
- Roger Craig Smith como Phil Grayfield: O treinador do time de futebol Bales.[21]
  - Smith também dá voz a James Sanders / Tufão, amante e parceiro de crime de Vasquez que possui botas de alta tecnologia que lhe dão velocidade sobre-humana;[10] Dmitri Smerdyakov / Camaleão, um criminoso russo que usa máscara para esconder sua identidade;[10][22] e John Gallo, um segurança da Oscorp que Norman afirma ser a verdadeira identidade do Homem-Aranha ao assinar os Acordos de Sokovia.[23]
- Anjali Kuanpaneni como Jeanne Foucault / Finesse: Uma vigilante aliada do Demolidor que se infiltra na Oscorp como estagiária para espionar Norman.[20][24]
- Aleks Le como Amadeus Cho: Um estagiário da Oscorp.[20]
- Paul F. Tompkins como Bentley Whittman: Um cientista da Oscorp.[20]
- Zehra Fazal como Carla Connors: Uma cientista da Oscorp que trabalha diretamente com Peter durante seu estágio.[20]
  - Fazal também dá voz a Susan O'Hara, mãe adotiva de Nico.[25]
- Leilani Barrett como Big Donovan: O líder da gangue da Rua 110.[12]
- Ettore "Big E" Ewen como Aríete: Um membro da gangue da Rua 110.[26]
- Anairis Quiñones como Carmilla Black: A segunda no comando da gangue Escorpiões.[20][27]
  - Quiñones também dá voz a Maria Vasquez / Tarântula, amante e parceira de crime de James Sanders que possui luvas de alta tecnologia.[10]
- Jonathan Medina como Mac Gargan / Escorpião: O líder da gangue Escorpiões que usa uma armadura equipada com uma cauda mecanizada semelhante a um escorpião.[20][22]

### Aparição especial
- Kellen Goff como 
  - Um alienígena simbiótico que ataca Midtown High School.[28]
  - Vincent Patilio: assistente de Octavius.[29]
- Robin Atkin Downes como Dr. Stephen Strange: Um neurocirurgião que se tornou Mestre das Artes Místicas após um acidente de carro que pôs fim à sua carreira.[20]
- Phil LaMarr como 
  - Sr. Taylor: professor de ciências de Peter.[30]
  - Sr. Lincoln: pai de Lonnie e Andre.[30]
- Jake Green como Butano: Um piromaníaco que empunha armas de alta tecnologia.[20]
- Matte Martinez como Andre Lincoln: irmão mais novo de Lonnie.[25]
- Alex Désert como Grift: um membro da gangue da Rua 110.[31]
- Travis Willingham como
  - Mikhail Sytsevich: um criminoso russo.[10]
  - Thaddeus Ross: O Secretário de Estado dos Estados Unidos e um ex-general do Exército dos EUA.[20][22]
- Sarah Natochenny como Mila Masaryk / Unicórnio: Uma criminosa russa equipada com um capacete de alta tecnologia que dispara lasers.[10]
- Zach Cherry como Klev: um espectador que registra a corrida de Nico.[22]
- Mick Wingert como Tony Stark / Homem de Ferro: Membro fundador e líder dos Vingadores que opera armaduras eletromecânicas de sua própria criação.[20]
- Josh Keaton como Richard Parker: O pai de Peter que está atualmente preso.[32]

## Episódios
| N.º | Título                                                           | Dirigido por   | Escrito por                    | Exibição original       |
| --- | ---------------------------------------------------------------- | -------------- | ------------------------------ | ----------------------- |
| 1 | "Amazing Fantasy" Amazing Fantasy (BR)" (BR)                     | Mel Zwyer      | Jeff Trammell                  | 29 de janeiro de 2025   |
| Em seu primeiro dia na Midtown High School, Peter Parker testemunha o Doutor Stephen Strange lutando contra um alienígena simbiótico, causando destruição à escola no processo. Peter ajuda Strange a capturar o alienígena, mas mais tarde é picado por uma aranha que emergiu do portal de Strange. Alguns meses depois, Peter desenvolveu habilidades de aranha e está agindo secretamente como o vigilante Homem-Aranha. Devido à destruição em Midtown High, ele agora estuda na Rockford Bales High School, onde faz amizade com vários alunos, incluindo sua melhor amiga, Nico Minoru, a paixão de infância, Pearl Pangan, e o capitão do time de futebol, Lonnie Lincoln. No caminho para a escola, Peter salva Harry Osborn de um grupo de valentões. Mais tarde, ele consegue deter dois criminosos em fuga da polícia e recebe a atenção do público. Depois da escola, Peter volta para seu apartamento e encontra o empresário Norman Osborn. |                                                                  |                |                                |                         |
| 2 | "The Parker Luck" A Sorte de Parker (BR)" (BR)                   | Liza Singer    | Charlie Neuner                 | 29 de janeiro de 2025   |
| Norman oferece a Peter um estágio exclusivo em sua empresa, a Oscorp, que Peter aceita. No dia seguinte, Peter vai para a Oscorp depois da escola e é designado para trabalhar com a cientista Carla Connors. Durante um intervalo, Peter vê uma reportagem sobre um prédio em chamas e vai investigar como Homem-Aranha. Lá, ele encontra o incendiário Butano, que o ataca usando armas de alta tecnologia. Peter o derrota, mas percebe um logotipo familiar em seu equipamento. Mais tarde, Peter retorna à Oscorp, onde é chamado ao escritório de Norman. Norman então mostra a Peter imagens de segurança dele vestindo seu traje de Homem-Aranha. |                                                                  |                |                                |                         |
| 3 | "Secret Identity Crisis" Crise na Identidade Secreta (BR)" (BR)  | Stu Livingston | Jeff Trammell                  | 5 de fevereiro de 2025  |
| Norman convida Peter para um jantar privado, onde ele revela que já suspeitava que Peter estava conectado ao Homem-Aranha depois de rastreá-lo após o resgate de Harry. Peter inicialmente recusa a oferta de parceria de Norman, mas concorda em continuar seu estágio na Oscorp para ajudar May a pagar suas contas. Enquanto isso, o irmão mais novo de Lonnie se junta a uma gangue local conhecida como Gangue da Rua 110. Lonnie vai ao quartel-general da gangue para resgatar seu irmão mais novo, mas Big Donovan o força a se juntar à gangue em troca de permitir que seu irmão mais novo saia. Os criminosos locais Maria Vasquez e James Sanders obtêm luvas e botas de alta tecnologia de um misterioso benfeitor e roubam uma joalheria. O Homem-Aranha luta com Maria e James, mas é rapidamente derrotado pelo casal. Com a ajuda de Norman, o Homem-Aranha consegue derrotar os dois criminosos, e percebe o mesmo logotipo do equipamento de Butano nas botas de James. Reconhecendo que precisa de ajuda, Peter aceita a oferta de parceria de Norman. |                                                                  |                |                                |                         |
| 4 | "Hitting the Big Time" O Grande Momento (BR)" (BR)               | Liza Singer    | Charlie Neuner                 | 5 de fevereiro de 2025  |
| Com os Vingadores divididos por causa dos Acordos de Sokovia, Norman acredita que ele e Peter devem se esforçar para se tornarem os protetores de Nova York e faz Peter experimentar vários trajes e identidades que a Oscorp desenvolveu para ele expandir seu arsenal. No entanto, a maioria dos processos de testes produziu resultados mistos. Enquanto isso, Big Donovan faz Lonnie sair para buscar comida para a gangue da Rua 110, durante a qual ele é ameaçado e perseguido por uma gangue rival conhecida como Escorpiões, liderada por Mac Gargan. Donovan usa o conhecimento que os Escorpiões têm dele como motivo para mantê-lo na gangue e proteger sua família. Norman percebe que Peter deveria ter algo mais próximo do que ele conhece e concede a ele uma versão branca aprimorada do traje do Homem-Aranha, que o ajuda a resgatar espectadores que foram pegos no fogo cruzado de uma tentativa de fuga de um grupo de criminosos russos. Quando ele retorna ao escritório de Norman, ele acidentalmente revela sua identidade para Harry. Enquanto a maioria dos criminosos russos é capturada, Mila Masaryk escapa e leva o dinheiro que roubaram ao benfeitor que concede aos criminosos seus equipamentos de alta tecnologia: Otto Octavius. |                                                                  |                |                                |                         |
| 5 | "The Unicorn Unleashed!" O Unicórnio à Solta! (BR)" (BR)         | Stu Livingston | Jeff Trammell                  | 5 de fevereiro de 2025  |
| Otto dá a Mila um capacete com a capacidade de disparar lasers de sua testa e analisar os movimentos de seu oponente, e planeja usar a riqueza que vem ganhando de criminosos e a tecnologia que desenvolveu para fazer seu nome. Norman decide que é melhor que Harry se envolva em sua parceria com o Homem-Aranha para substituí-lo quando ele estiver ocupado. Mila, que se autodenomina Unicórnio, ajuda seus companheiros a escapar da prisão e a lutar contra o Homem-Aranha. Ela quase consegue matar o Homem-Aranha, mas é impedida por seu cúmplice, Mikhail Sytsevich, depois de usá-lo como isca na luta, permitindo que o Homem-Aranha os prendesse. Apesar do Homem-Aranha salvar sua vida, Mikhail jura vingança por sua prisão. Peter se junta a Nico no cinema e convida Harry para se juntar a eles, deixando Nico chateada. Enquanto isso, Lonnie é forçado a deixar o treino de futebol mais uma vez para ajudar a gangue da Rua 110 em uma guerra territorial contra os Escorpiões. Depois de salvar Big Donovan de Gargan, ele é respeitado pela gangue e ganha o apelido de "Lápide". |                                                                  |                |                                |                         |
| 6 | "Duel with the Devil" Duelo com o Demônio (BR)" (BR)             | Liza Singer    | Charlie Neuner                 | 12 de fevereiro de 2025 |
| Lonnie é expulso do time de futebol enquanto continua faltando aos treinos e à escola, mas se recusa a contar a Pearl sobre suas prioridades para a gangue da Rua 110. Peter convida Harry e Nico para passar um tempo em sua casa para que seu grupo de amigos possa se aproximar, mas suas personalidades conflitantes tornam isso difícil. Enquanto Norman participa de um jantar beneficente com Thaddeus Ross, ele descobre que alguém está invadindo a Oscorp e manda Peter investigar. O Homem-Aranha descobre que o culpado é o vigilante Demolidor, que acredita que Norman está escondendo algo sinistro. Os dois lutam, o que termina com o Demolidor nocauteando o Homem-Aranha. Assim que retorna, Norman revela que descobriu que seu ex-associado Otto Octavius está por trás da tecnologia dos supercriminosos e acredita que contratou o Demolidor para roubá-lo. Quando Peter volta para casa, ele descobre que Harry disse a Nico que ele é o Homem-Aranha depois que ela alegou que ele não esconde segredos dela, e ela sai furiosa. Enquanto isso, Lonnie foge da segunda em comando de Gargan, Carmilla Black, mas ela consegue rastreá-lo até o esconderijo da gangue da Rua 110 enquanto Octavius equipa Gargan com uma armadura semelhante a um escorpião. |                                                                  |                |                                |                         |
| 7 | "Scorpion Rising" A Ascensão do Escorpião (BR)" (BR)             | Stu Livingston | Raven Koné                     | 12 de fevereiro de 2025 |
| Nico começa a ignorar Peter na escola, irritada por ele esconder seu segredo dela. Peter e Norman deduzem que Octavius está usando radiação gama em sua tecnologia e começou a rastreá-la pela cidade para rastrear sua tecnologia e localizá-la. Enquanto isso, Harry leva Nico para comer, na tentativa de fazer com que ela perdoe Peter por suas ações. Os dois começam a se dar bem depois que ele a ensina a dirigir e a participar de uma corrida de rua contra uma motorista indisciplinada. Embora ela ainda tenha dificuldade em perdoar Peter, Harry diz a ela que Peter provavelmente manteve isso em segredo para protegê-la. Ela reconsidera enquanto pede desculpas a Harry pela forma como o tratou antes e o chama de amigo. Pearl fica sabendo do envolvimento de Lonnie com a gangue da Rua 110 por Andre e o confronta em seu esconderijo. Enquanto Lonnie continua a afastá-la, a gangue é atacada por Gargan, agora se autodenominando Escorpião. O Homem-Aranha resgata os dois e a gangue evacua enquanto ele luta contra Gargan. Norman, distraído em encontrar Octavius, fornece assistência mínima na luta, levando Peter a ser empalado por um Gargan carregado e enfurecido. Antes que ele possa ser morto, Norman envia um planador para resgatar Peter. |                                                                  |                |                                |                         |
| 8 | "Tangled Web" Uma Teia Embaraçada (BR)" (BR)                     | Liza Singer    | Charlie Neuner                 | 12 de fevereiro de 2025 |
| Peter fica abalado após sua luta com o Escorpião e não tem certeza se pode realmente derrotá-lo. Norman lhe dá um ultimato para se tornar o Homem-Aranha ou ele encerrará a parceria. Ele desaba na frente de May com o quão estressante sua vida tem sido, e ela relaciona isso com seus sentimentos após a morte de seu tio Ben. Depois de ser avisado sobre o paradeiro de Octavius por Norman, Ross prende Octavius com a ajuda do Homem de Ferro. No dia seguinte, Peter vai à casa de Pearl para ajudar em uma tarefa. Lonnie visita para informá-la que a gangue da Rua 110 está perseguindo o Escorpião, e Pearl termina com ele depois que ele se recusa a deixar a gangue. Graças a uma dica de um dos associados de Mila e Mikhail, Dmitri Smerdyakov, a turma descobre sobre o esconderijo abandonado de Octavius e planeja usar sua tecnologia para combater o Escorpião. Peter discute seu dilema com Norman, que acredita que a razão pela qual o Escorpião o venceu é porque ele está se contendo e que com grande poder vem um grande respeito. Depois que ele sai, Harry revela a Peter que pediu aos cientistas da Oscorp que desenvolvessem um novo traje vermelho e azul do Homem-Aranha para ele. |                                                                  |                |                                |                         |
| 9 | "Hero or Menace" Herói ou Ameaça (BR)" (BR)                      | Liza Singer    | Jeff Trammell                  | 19 de fevereiro de 2025 |
| Norman visita Otto na prisão para se gabar de seu envolvimento na prisão dele e revelar que a Oscorp está apreendendo sua tecnologia. A 110 interfere na transferência da tecnologia para sequestrar os equipamentos antes que o Homem-Aranha os detenha. Escorpião e seus homens chegam ao local e imediatamente começa uma briga entre as duas gangues. Big Donovan foge da luta depois que o Escorpião quase o mata. Lonnie é exposto a um gás misterioso enquanto confere a tecnologia de Octavius, o que faz com que ele ganhe força e durabilidade sobre-humanas. Usando seus novos poderes, ele se une ao Homem-Aranha para enfrentar o Escorpião. Depois que Gargan enterra Lonnie sob barras de metal, Peter segue o conselho de Norman e para de se conter, quase matando o Escorpião até que Lonnie o detém e permite que os policiais o prendam. Tendo visto o Homem-Aranha em ação, Nico perdoa Peter por mentir para ela e os dois se tornam amigos novamente. Depois que Norman agradece a Peter por seu trabalho em parar o Escorpião, é revelado que ele está trabalhando com os cientistas da Oscorp para encontrar uma maneira de replicar os poderes do Homem-Aranha injetando o sangue de Peter em uma aranha. |                                                                  |                |                                |                         |
| 10 | "If This Be My Destiny..." Se Este For Meu Destino... (BR)" (BR) | Stu Livingston | Charlie Neuner & Jeff Trammell | 19 de fevereiro de 2025 |
| Norman revela que utilizou o trabalho dos estagiários para criar o Projeto Monolito, uma portal de entrada para o cosmos que ele planeja usar para expandir seus recursos. O Doutor Estranho chega para detê-lo, mas ele faz seus guardas deterem Strange e ordena que ativem o portal, que convoca o alienígena simbiótico que atacou Midtown High. O Homem-Aranha se une a Strange para lutar contra o alienígena, que durante a luta toca o Olho de Agamotto de Strange, fazendo com que ele seja ativado e acidentalmente abra um portal que envia Strange e o alienígena de volta ao passado, resultando na batalha inicial em Midtown High e Peter sendo mordido pela aranha que entrou no portal do tempo com eles, criando um paradoxo de predestinação. O Homem-Aranha e Strange conseguem enviar o alienígena de volta ao seu planeta natal e destruir o portal. Harry decide criar sua própria empresa, a Workshop de Engenharia Brilhante (W.E.B.), para convidar jovens gênios como os estagiários da Oscorp a continuarem seu trabalho científico sem serem explorados por seu pai. Entre os convidados está Jeanne, que decide se juntar a ele para espionar Harry a mando de seu parceiro vigilante, Demolidor, assim como fez com Norman na Oscorp. Lonnie também é convidado a se juntar ao se tornar o novo líder da 110 e mentir para sua mãe sobre a preparação para um supletivo. Norman investiga os destroços e descobre que alguns dos simbiontes da batalha permaneceram. Enquanto Octavius planeja sua fuga, May vai à prisão para falar com o pai preso de Peter, Richard Parker. |                                                                  |                |                                |                         |

## Produção

### Desenvolvimento
Em junho de 2021, a Marvel Studios Animation estava desenvolvendo uma leva de pelo menos mais três séries, além de sua série do Disney+, What If...? (2021–presente). No mês seguinte, estes estariam em vários estágios de desenvolvimento e não deveriam estrear até pelo menos 2023. Spider-Man: Freshman Year foi anunciado durante o evento Disney+ Day em novembro de 2021, com Jeff Trammell como roteirista principal. Trammell foi convidado a desenvolver a série depois de apresentar um projeto de animação diferente ao presidente da Marvel Studios, Kevin Feige, e ao chefe de animação, Brad Winderbaum. Mel Zwyer atuou como diretora supervisora, com Liza Singer e Stu Livingston como diretores dos episódio. Feige, Louis D'Esposito, Winderbaum e Dana Vasquez-Eberhardt, da Marvel Studios, foram produtores executivos ao lado de Trammell.
Durante o painel da Marvel Studios Animation na San Diego Comic-Con 2022, Spider-Man: Freshman Year e os outros projetos discutidos foram apresentados como parte do "Marvel Animated Multiverse". Uma segunda temporada foi anunciada em julho de 2022, então intitulada Spider-Man: Sophomore Year. A série foi renomeada como Your Friendly Neighbourhood Spider-Man em dezembro de 2023, e em janeiro de 2025 Trammell disse que a série não se limitava a cobrir um ano letivo por temporada. Também naquele mês, Winderbaum afirmou que a série recebeu luz verde para uma terceira temporada. Trammel foi listado como showrunner e roteirista principal pelo Marvel.com.

### Roteiro
A série retrata a história de origem de Peter Parker / Homem-Aranha, que nunca foi explorada em detalhes nos filmes do Universo Cinematográfico Marvel (MCU); O presidente da Marvel Studios, Kevin Feige, afirmou em 2015 que eles decidiram não recontar a origem do personagem em Captain America: Civil War (2016), que foi a primeira aparição do personagem no MCU, já que houve duas versões anteriores nos filmes de Sam Raimi e Marc Webb, então a Marvel Studios "daria como certo que as pessoas sabem disso e dos detalhes". A série foi originalmente planejada para ser ambientada na "Linha do Tempo Sagrada" do MCU antes dos eventos da Civil War, mas a equipe criativa achou isso muito restritivo em relação a quais personagens e elementos de quadrinhos poderiam ser incluídos. Eles decidiram mover a série para uma linha do tempo alternativa, aproveitando o conceito de multiverso do MCU: a história começa de forma semelhante à Civil War, mas mostra Norman Osborn se tornando o mentor de Parker ao invés de Tony Stark / Homem de Ferro, o que leva Peter a conhecer outros personagens inesperados.
Trammell disse que a série exploraria a identidade de Peter antes do Homem-Aranha e como sua carreira de super-herói começou. Os criativos se inspiraram nos primeiros quadrinhos de The Amazing Spider-Man, de Stan Lee e Steve Ditko, assim como séries animadas anteriores do Homem-Aranha. Trammell se inspirou especificamente na forma como os personagens foram desenvolvidos em The Spectacular Spider-Man (2008–09). Ele queria usar a série para abordar ideias e personagens familiares de novas maneiras, como o papel de Norman Osborn como mentor de Peter e a posição de Nico Minoru como melhor amiga de Peter. A história de origem do Homem-Aranha em Your Friendly Neighbourhood Sper-Man mostra Peter sendo mordido por uma aranha caindo de um portal criado pelo Dr. Stephen Strange enquanto ele luta contra um alienígena simbiótico; é revelado no final da primeira temporada que Strange, o alienígena simbiótico e a aranha apareceram por causa da viagem no tempo, com a aranha que mordeu Peter sendo aquela que a Oscorp havia capacitado com o sangue radioativo de Peter na esperança de replicar os poderes do Homem-Aranha. Winderbaum disse que a série era "essencialmente o Homem-Aranha", já que Peter está no ensino médio tentando conciliar a escola, cuidando de sua tia May e sendo um super-herói. Ele disse que o grande conjunto de personagens permitiu relacionamentos e riscos interessantes, e uma ênfase em "vizinhança" do título da série, apresentando personagens coadjuvantes em papéis de destaque; Winderbaum comparou isso ao trabalho de Trammell na série animada Craig of the Creek (2018–2025). Trammell considerou adicionar Jessica Jones ao elenco como uma das colegas de classe de Peter.
Os roteiristas da primeira temporada incluíram Tremmell, Charlie Neuner, Raven Kone e Halima Lucas. Em janeiro de 2025, os roteiros da segunda temporada foram escritos, com Winderbaum se preparando naquele momento para ouvir a proposta de Trammell para a terceira temporada. Dada a renovação da série por três temporadas, Winderbaum observou que Trammell estava construindo uma linha narrativa para a série desde a primeira temporada.

### Elenco e dublagem
Em julho de 2022, foi revelado que Charlie Cox estava reprisando seu papel como Matt Murdock / Demolidor de produções anteriores do MCU, enquanto Paul F. Tompkins foi definido como a voz de Bentley Whittman. Cox gravou suas falas em 2021 durante os intervalos das filmagens de sua aparição na série She-Hulk: Attorney at Law (2022). Em setembro de 2023, um pedido do Escritório de Direitos Autorais dos Estados Unidos para a série revelou que Hudson Thames estava dando voz a Peter, reprisando seu papel da primeira temporada de What If...? (2021), junto com Eugene Byrd como Lonnie Lincoln, Grace Song como Nico Minoru, Hugh Dancy como Otto Octavius, Kari Wahlgren como May Parker e Zeno Robinson como Harry Osborn. A equipe criativa estava lutando para escolher um ator que pudesse corresponder à reputação de Norman Osborn quando Zwyer sugeriu escalar Colman Domingo. Trammell achou que era uma “ideia genial” e eles imediatamente abordaram o ator, que estava “super animado” para assumir o papel. Em agosto de 2024, Colman Domingo foi revelado como a voz de Norman Osborn.
Em dezembro de 2024, Cathy Ang foi escalada como Pearl Pangan. Antes da estreia da série em janeiro de 2025, foi revelado que mais atores foram escalados para a série: Robin Atkin Downes como Dr. Stephen Strange; Anjali Kunapaneni como Jeanne Foucault; Erica Luttrell como Asha; Aleks Le como Amadeus Cho; Zehra Fazal como Carla Connors; Jake Green como Butano; Mick Wingert como Tony Stark / Homem de Ferro, reprisando seu papel de What If...?; Roger Craig Smith como James Sanders / Tufão e Dmitri Smerdyakov / Camaleão; Anairis Quiñones como Maria Vasquez / Tarântula e Carmilla Black; Travis Willingham como Mikhail Sytsevich e Thaddeus “Thunderbolt” Ross; Sarah Natochenny como Mila Masaryk / Unicórnio; Leilani Barrett como Big Donovan; e Jonathan Medina como Mac Gargan / Escorpião. Adicionalmente, o ex-lutador Ettore "Big E" Ewen havia sido revelado como parte do elenco. Ele começou a trabalhar na primeira temporada em 2022 e estava trabalhando na segunda temporada em janeiro de 2025. Zach Cherry também reprisa seu papel do MCU como Klev. Josh Keaton dá voz ao pai de Peter, Richard Parker, tendo anteriormente dublado Peter em The Spectacular Spider-Man e outras mídias relacionadas ao personagem. Trammell sabia desde o início do desenvolvimento da série que queria que Keaton fizesse a voz de Richard, chamando o papel de "semelhante, mas diferente".

### Animação e design
Como a Marvel Studios Animation não possui um "estilo caseiro", a equipe criativa ficou livre para desenvolver um estilo de animação diferente das séries anteriores, What If...? e X-Men '97 (2024–presente). Eles queriam evitar a cópia de um dos muitos estilos de animação diferentes usados nos filmes animados do Aranhaverso e decidiram prestar homenagem aos primeiros quadrinhos do The Amazing Spider-Man, especificamente aqueles com arte de Steve Ditko e John Romita Sr. Trammell descreveu a série como uma "história em quadrinhos em movimento", que é alcançada através de animação 3D cel-shaded fornecida por Polygon Pictures e CGCG, Inc.. Polygon foi escolhida por causa da aparência de animação 2D alcançada em seus trabalhos anteriores, inclusive para a série da Disney XD, Tron: Uprising (2012–13). Trammell disse que a empresa foi capaz de combinar o estilo desejado, mantendo os "personagens vivos e reais, sem parecerem rígidos e mecânicos".
Leo Romero foi o designer principal do personagem, com os artistas de quadrinhos Chris Samnee, Paolo Rivera e Ethan Young também trabalhando na série. Trammell elogiou Romero por modernizar os designs, mantendo elementos clássicos. Eles se basearam ainda mais nas referências de quadrinhos para os trajes de Peter e alguns dos trajes dos vilões, incluindo Octavius e Mac Gargan / Escorpião. Peter começa a série com um traje caseiro feito de "calça de ginástica, tênis, óculos de proteção, moletom azul, camiseta vermelha, joelheiras, atiradores de teia muito desajeitados e um logotipo vermelho no peito". Ele rejeita vários designs de trajes da Oscorp que são baseados em trajes alternativos que Peter usa quando assume diferentes personas durante o evento de quadrinhos "Identity Crisis", de 1998: um traje dourado com uma capa vermelha usado para o personagem "Prodígio", um traje roxo com asas flutuantes usado para o personagem "Hornet" e um macacão azul escuro usado para o personagem "Dusk". Peter passa a usar um traje da Oscorp branco e azul que lembra o traje do Homem-Aranha da Fundação Futuro, dos quadrinhos, assim como o traje "Anti-Venom" visto no jogo Homem-Aranha 2 para PlayStation e, em seguida, um traje vermelho e azul "clássico dos anos 60".
Em janeiro de 2025, a animação da segunda temporada estava na metade.

## Trilha sonora
Em junho de 2024, foi revelado que Leo Birenberg e Zach Robinson comporiam a trilha sonora da série. A música tema da série, "Neighbour Like Me" do The Math Club com Relaye e Melo Makes Music, é um rap que mostra a música tema da série animada Spider-Man (1967–1970), de Paul Francis Webster e Bob Harris. A música foi lançada como single pela Hollywood Records e Marvel Music em 21 de janeiro de 2025.

## Marketing
A série foi discutida durante o painel da Marvel Studios Animation na San Diego Comic-Con 2022, quando a arte dos personagens foi revelada. A série foi apresentada em uma mostra de séries 2024, da Marvel Studios Animation, em dezembro de 2023. Trammell, Thames e Domingo promoveram a série durante o painel da Marvel Studios Animation na D23 Expo, em agosto de 2024, onde o papel de Domingo como Norman foi anunciado e as imagens foram mostradas. Imagens da série foram incluídas em um vídeo lançado pelo Disney+ no mês seguinte, anunciando o cronograma de lançamento dos projetos da Marvel Television e da Marvel Animation até o final de 2025.
Em dezembro de 2024, a Marvel Comics anunciou uma série prequel de quadrinhos de cinco edições, também intitulada Your Friendly Neighbourhood Spider-Man. O quadrinho era escrito por Christos Gage e com arte de Eric Gapstur. Trammell explicou que a história em quadrinhos preenche uma lacuna na linha do tempo no primeiro episódio da série. Ele disse que era possível que mais histórias em quadrinhos pudessem ser escritas para preencher outras lacunas na linha do tempo posteriormente na série. Um trailer da série foi lançado no final de dezembro, após a conclusão da terceira temporada de What If...?. Toussaint Egan, da Polygon, descreveu a série como "muito aguardada", e Jordan King, da Empire, a chamou de "altamente aguardada". King, e Adam Bankhurst, do IGN, destacaram a combinação do trailer de referências clássicas do Homem-Aranha — incluindo o estilo de arte e a música tema — com animação e imagens contemporâneas. Discutindo o trailer para o Gizmodo, Justin Carter disse que “valeu a pena esperar” e sentiu que a série seria apreciada por pessoas que queriam que o Homem-Aranha do MCU tivesse algumas “aventuras menores”.

## Lançamento
Your Friendly Neighbourhood Spider-Man estreou com seus 2 primeiros episódios no Disney+ em 29 de janeiro de 2025, com os oito episódios restantes lançados semanalmente em grupos de dois ou três até 19 de fevereiro. Chris Agar, do ComicBook.com, descreveu o cronograma de lançamento como incomum para uma série do MCU e sugeriu que foi projetado para evitar sobreposição com a estreia da série Daredevil: Born Again em março. Anteriormente, estava programado para ser lançado em 2024, e um pedido do primeiro episódio junto ao Escritório de Direitos Autorais dos Estados Unidos em outubro de 2023 indicava um lançamento aproximado em 2 de novembro de 2024. Faz parte da Fase Cinco do MCU. No dia 19 de fevereiro de 2025, o primeiro episódio foi disponibilizado gratuitamente no YouTube.

## Recepção

### Audiência
O aplicativo de rastreamento de audiência da Whip Media, TV Time, que rastreia dados de audiência de mais de 25 milhões de usuários em todo o mundo de seu aplicativo TV Time, informou que Your Friendly Neighbourhood Spider-Man foi uma das dez séries originais mais transmitidas nos EUA de 2 a 9 de fevereiro. A TVision, que utiliza seu TVision Power Score para avaliar o desempenho da programação CTV, levando em consideração a audiência e o envolvimento em mais de 1.000 aplicativos e incorporando quatro métricas principais – tempo de atenção do espectador, tempo total de programa disponível para a temporada, alcance do programa e alcance do aplicativo – calculou que Homem-Aranha foi a quinta série mais transmitida de 3 a 9 de fevereiro.

### Crítica
No site agregador de avaliações Rotten Tomatoes, 96% das 26 avaliações dos críticos são positivas, com uma classificação média de 8,2/10. O consenso do site diz: "Abraçando a estética saudável da história em quadrinhos original do atirador de teias e adicionando algumas novas rugas na trama, este Homem-Aranha familiar é uma encarnação adorável do super-herói da Marvel". O Metacritic, que usa uma média ponderada, atribuiu ao filme uma pontuação de 77 em 100, com base em 10 avaliações, indicando críticas "geralmente favoráveis".